# 부전역 (한국철도공사)
부전역(Bujeon station, 釜田驛)은 부산광역시 부산진구 부전동에 있는 동해선과 부전선의 철도역이다. KTX-이음, ITX-새마을, ITX-마음, 무궁화호가 정차하며, 동해선, 중앙선, 경전선, 영동선 등을 운행하는 열차의 시·종착역이다. 이 역부터 태화강역까지는 동해선 광역전철도 운행된다. 한국철도공사 부산경남본부의 관리역이다. 동해선은 이 역 지나서 부산진역과 포항역을 지나서 영덕역까지 모두 지상 구간이다. 동해선 광역전철은 이 역부터 벡스코역까지 지상 구간이다. 동해선 광역전철은 심야에 4편성이 주박한다. 무궁화호는 심야에 7편성이 주박한다.
대경선 광역전철의 동대구역과 대구역처럼, 동해선과 도시철도 간의 직결 환승 통로는 없으며, 1회권 양식도 서로 제각각 다르다. 따라서 역사에서 나온 후 교통카드로 환승해야 한다.

## 연혁
- 1943년 4월 1일 : 부산진 ~ 거제 간 직선화 개통과 함께 영업 개시. 직전에 폐지된 서면역의 기능을 이전받았다.[3]
- 1944년 1월 11일 : 배치간이역으로 승격
- 1945년 5월 16일 : 보통역으로 승격
- 1965년 1월 4일 : 역사 신축 이전 준공
- 1992년 7월 15일 : 동해남부선

```
전열차(
통근열차
 제외) 시·종착 및 구내선 신설, 무연탄 화물에 한하여 화물 취급 지정
[
4
]
```

- 1997년 9월 22일 : 중앙선 부전~청량리 - 청량리 부전 장거리 비둘기호 폐지
- 2004년 1월 1일 : 현 역사 신축 준공 및 경전선, 동해남부선 방면열차 시·종착역으로 지정
- 2004년 4월 1일 : 통일호 운행중단
- 2006년 5월 1일 : 소화물 취급 중지
- 2008년 11월 1일 : 화물 취급 중지[5]
- 2013년 1월 1일 : 부전~동대구간 새마을호 운행중지
- 2016년 12월 30일: 부전 ~ 일광 구간 동해선 1단계 개통과 함께 전철역이 됨.[6]
- 2017년 1월 1일 : 서울~신해운대간 무궁화호가 ITX-새마을로 변경됨에 따라 새마을호 등급 열차운행 재개, 동해본선으로 편입[7]
- 2020년 3월 2일 : 부전 ~ 강릉간 무궁화호를 동해역으로 단축 운행[8]
- 2023년 12월 18일 : ITX-마음 운행 개시
- 2024년 12월 20일 : 청량리 ~ 부전간 KTX-이음 운행 개시

## 역 구조
쌍섬식의 고상 승강장과 4면 7선식의 저상승강장을 가지고 있다. 현재 광역전철 승강장에 스크린도어가 설치되어 있다.
- 반대편횡단 : 가능

### 배선도
부전역의 배선도는 다음과 같다.

### 승강장
| 시종착역(● 동해선 광역전철)/↑사상(부전, 가야선) |
| １２ \| ３４ \| ５６ \| ８９ \| １0 11 \|       |
| 거제해맞이(광역전철 동해선)↓/센텀(동해선)↓      |

| 1~4  | 동해선          | ● 동해선 광역전철            | 당역 종착 거제해맞이 · 거제 · 신해운대 · 남창 · 태화강 방면 |
| 5·6  | 경부선 · 중앙선 | ITX-새마을 ITX-마음 KTX-이음 | 동대구 · 대전 · 서울 · 청량리 · 신해운대 · 강릉 방면        |
| 5·6  | 동해선          | 무궁화호                     | 센텀 · 태화강 · 동대구 · 포항 방면                          |
| 7·8  | 경전선          | 무궁화호                     | 마산 · 순천 · 광주송정 · 목포 방면                          |
| 9·10 | 경전선          | 무궁화호                     | 당역 종착                                                   |

## 역 주변
| 나가는 곳 | 방면                                  |
| --------- | ------------------------------------- |
| 1         | 부전시장 ● 부산 도시철도 1호선 부전역 |
| 2         | 부산진중학교 부산시민공원             |

## 승차량 변동
| 역 노선 | 역 노선 | 일평균 인원수 (명/일) | 일평균 인원수 (명/일) | 일평균 인원수 (명/일) | 일평균 인원수 (명/일) | 일평균 인원수 (명/일) | 일평균 인원수 (명/일) | 일평균 인원수 (명/일) | 일평균 인원수 (명/일) | 주 석 |
| 역 노선 | 역 노선 | 2016년                | 2017년                | 2018년                | 2019년                | 2020년                | 2021년                | 2022년                | 2023년                | 주 석 |
| ------- | ------- | --------------------- | --------------------- | --------------------- | --------------------- | --------------------- | --------------------- | --------------------- | --------------------- | ----- |
| 동해선  | 승차    | 3,424                 | 2,844                 | 2,727                 | 2,940                 | 2,467                 | 2,666                 | 4,102                 | 4,122                 | [ 9 ] |
| 동해선  | 하차    | 3,062                 | 2,778                 | 2,695                 | 2,868                 | 2,404                 | 2,545                 | 3,512                 | 3,455                 | [ 9 ] |

## 사진

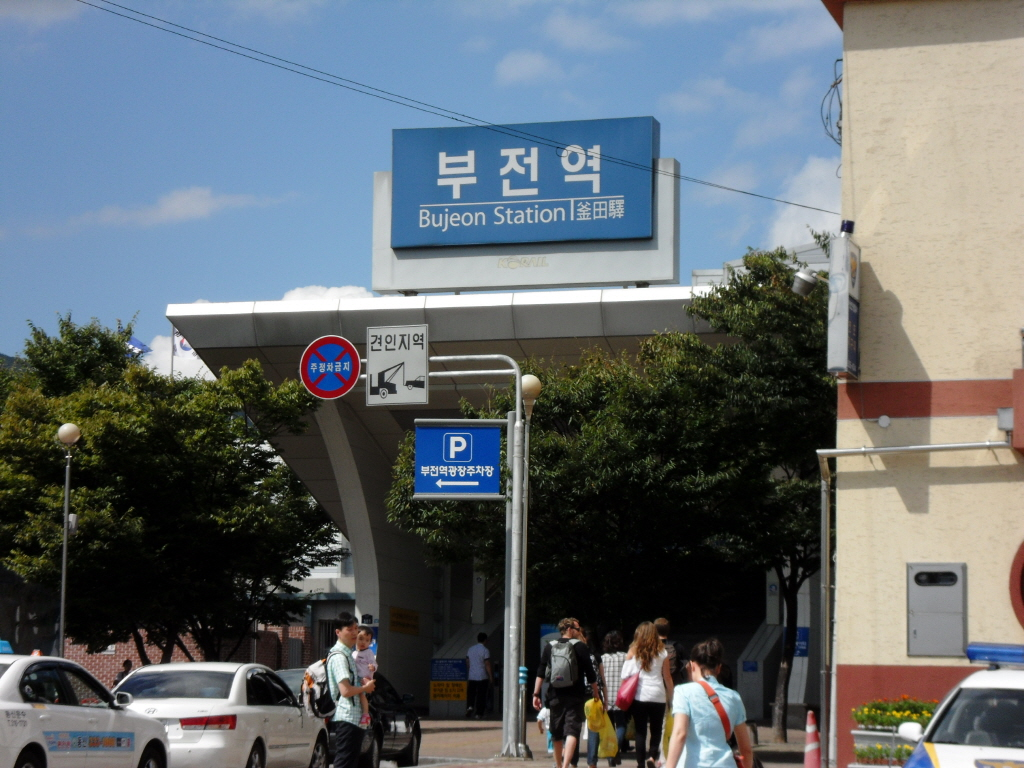
역사
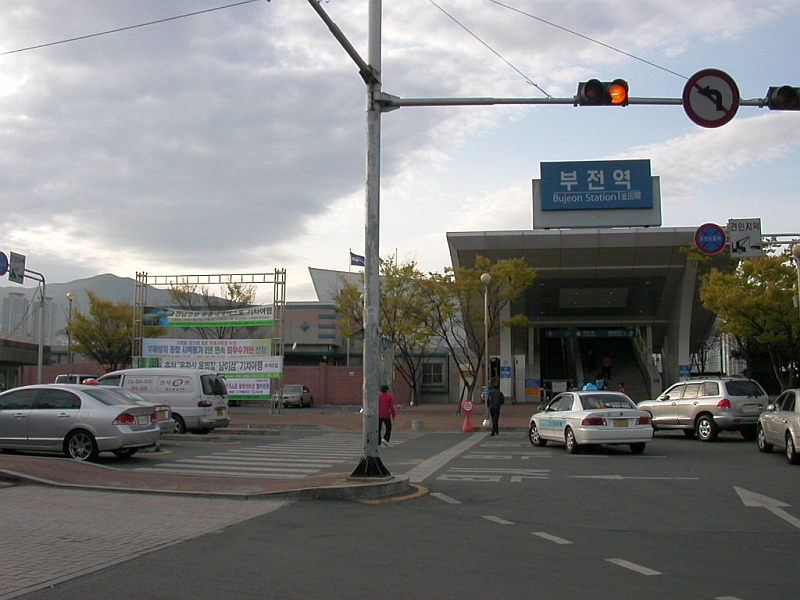
부전역과 구 역사
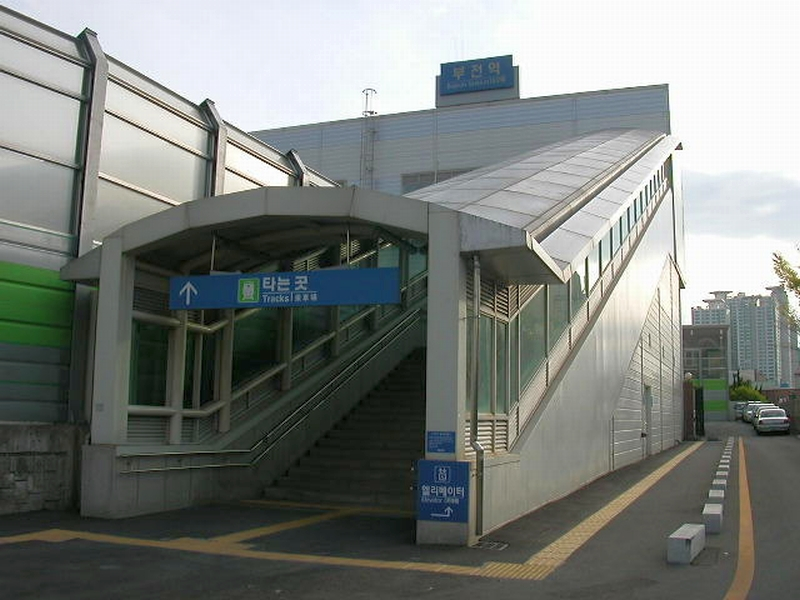
출입구, 범전동 방향
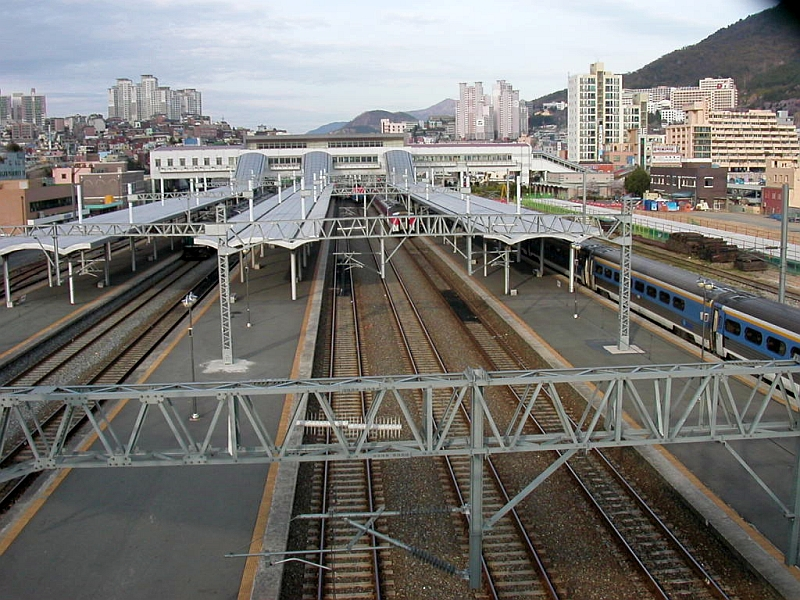
부전역 구내
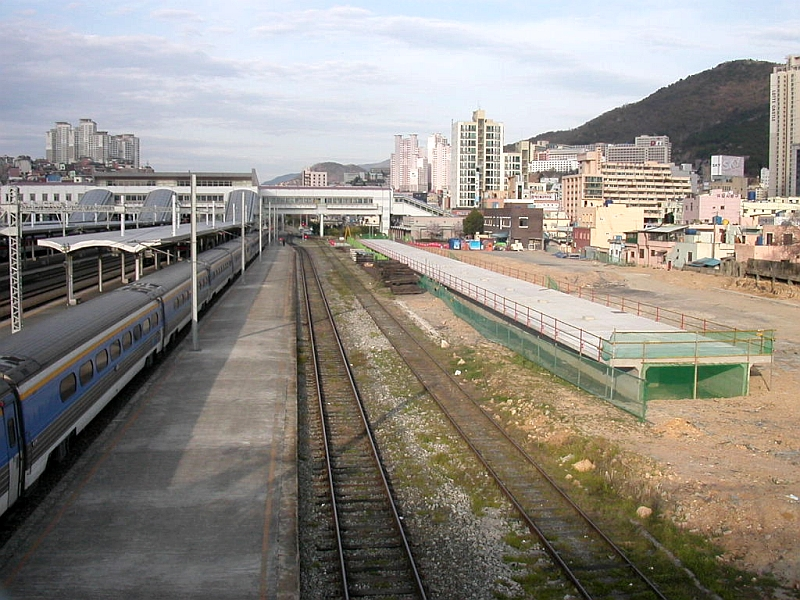
광역전철 승강장(공사당시)
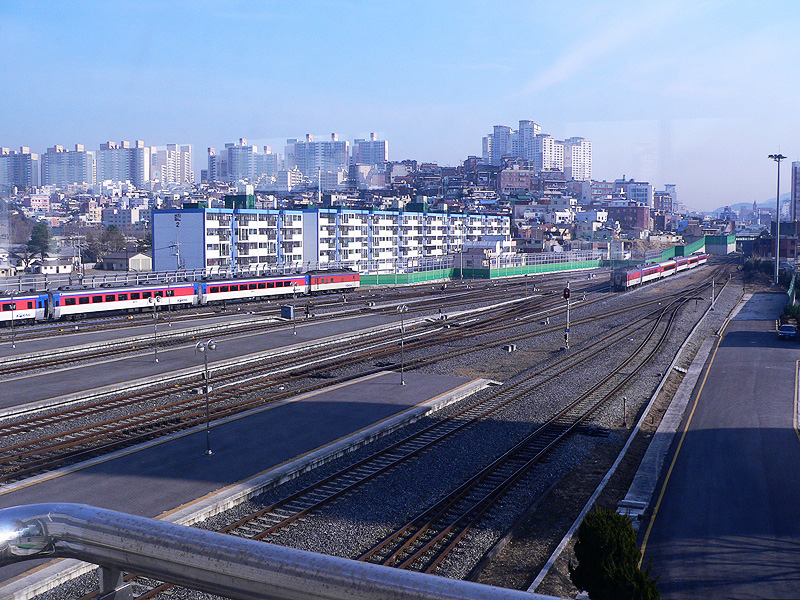
부전역 구내
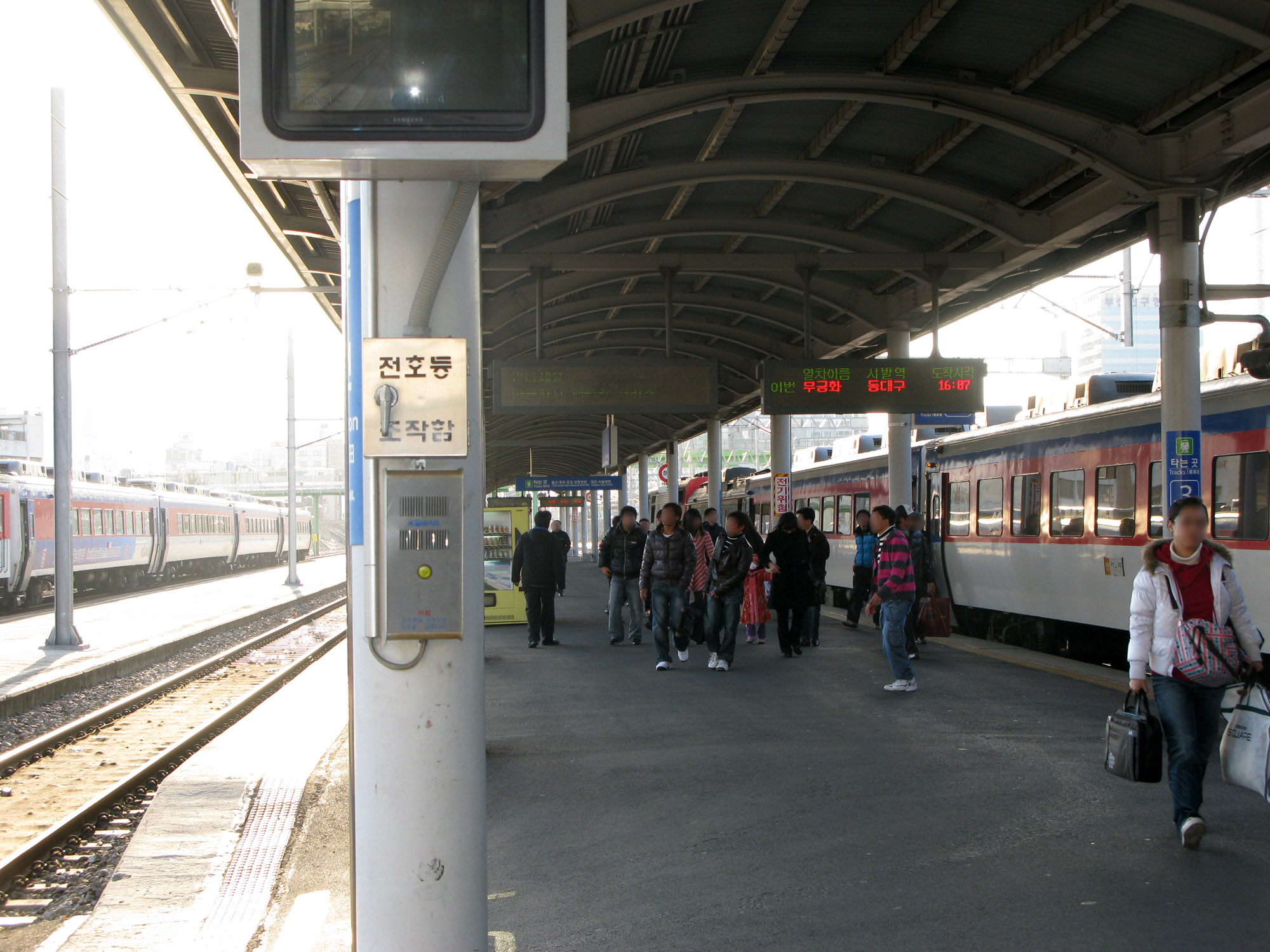
승강장
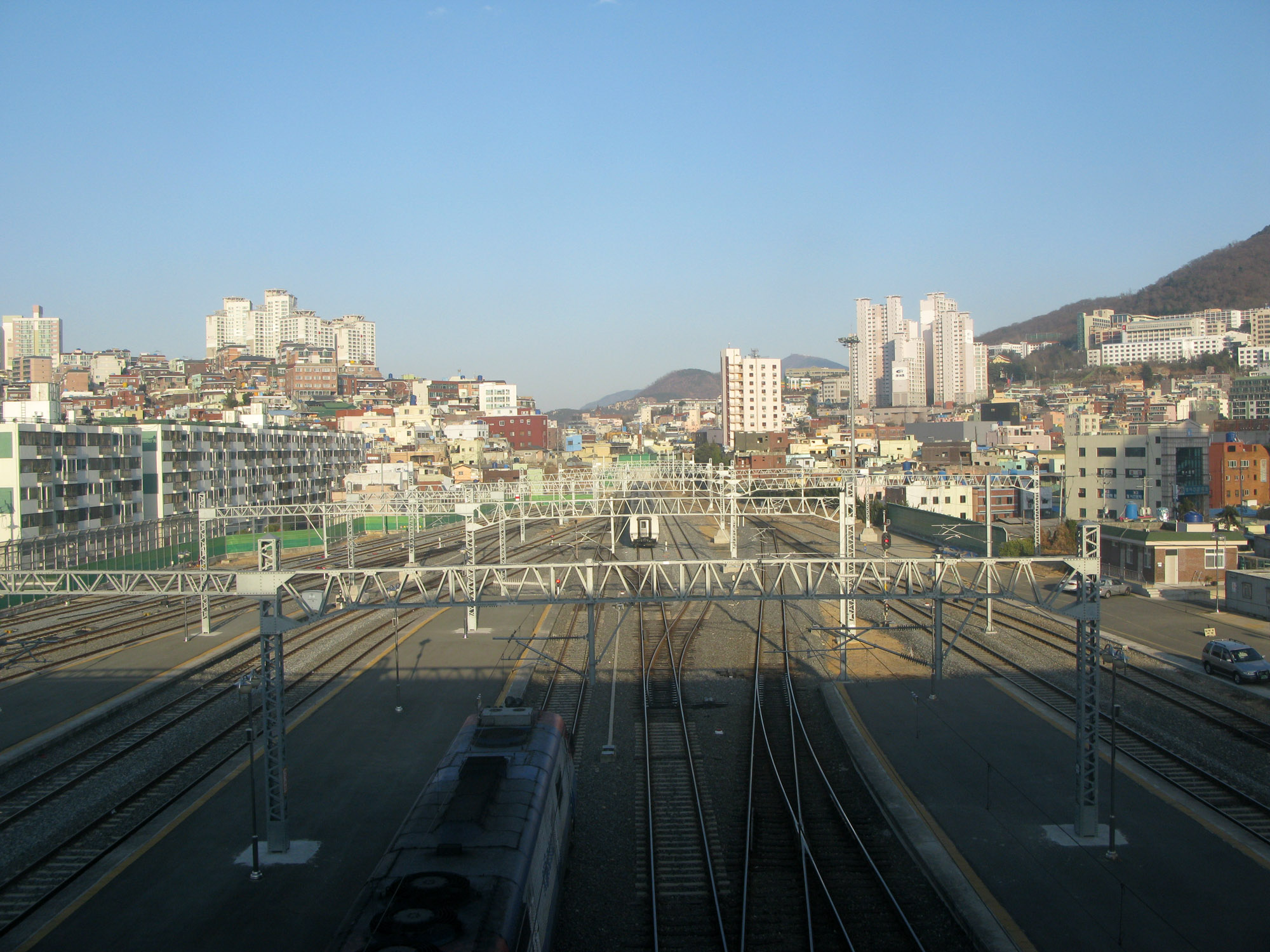
승강장

## 인접한 역
| 새마을호                | 새마을호          | 새마을호                    |
| ----------------------- | ----------------- | --------------------------- |
| 구포 서울 방면          | ITX-새마을 동해선 | 신해운대 방면               |
| ITX-마음                |                   |                             |
| 신해운대 동대구 방면    | ITX-마음 동해선   | 시·종착역                   |
| 센텀 청량리 방면        | ITX-마음 중앙선   | 시·종착역                   |
| KTX                     |                   |                             |
| 시·종착역               | KTX-이음 중앙선   | 태화강 청량리 방면          |
| 무궁화호                |                   |                             |
| 시·종착역               | 무궁화 경전선     | 사상 목포 방면              |
| 센텀 동대구 · 포항 방면 | 무궁화 동해선     | 시·종착역                   |
| 광역전철                |                   |                             |
| 시·종착역               | ● 동해선 광역전철 | K111 거제해맞이 태화강 방면 |